# Nicolò Foscarini

Stemma della famiglia Foscarini

Nicolò Foscarini (Venezia, 16 marzo 1671 – Venezia, 15 novembre 1752) è stato un politico e ambasciatore della Repubblica di Venezia.

## Biografia
Nicolò Foscarini, del ramo di San Stae, nacque in una delle famiglie più antiche e prestigiose di Venezia in un ambiente famigliare già inserito nella vita politica della città.
Fu un importate esponente della nobiltà veneziana e una personalità di rilievo politico e culturale nel secolo XVIII, e la sua vita e la sua carriera rappresentano un’interessante testimonianza della situazione veneta immediatamente successiva alla guerra di Candia e contemporanea alla Sacra Lega. 
Rimase orfano di padre due mesi prima della sua nascita. Il padre Nicolò venne assassinato da Giovanni Mocenigo, figura comunemente riconosciuta come violenta nella comunità veneziana, in occasione di un’esibizione teatrale nel teatro di San Salvador. 
Il nonno paterno, Alvise Foscarini, morì nel 1644 esiliato a Mantova per l'omicidio di un artigiano della cui moglie si era infatuato. Morì nella città dell'esilio nel 1664. Nicolò Foscarini venne dunque seguito ed educato nel collegio parigino di Clemont dalla figura dello zio Sebastiano, cavaliere e procuratore, al tempo ambasciatore della Serenissima presso Luigi XIV (1679-1683). 
Nel 1694 Nicolò sposò la figlia di Marco Loredan, Eleonora. La coppia ebbe due figli, Alvise e Marco.
Nicolò Foscarini morì il 15 novembre 1752 all'età di 81 anni a Venezia, dove fu sepolto nella parrocchia di San Raffaele.

### Attività politica

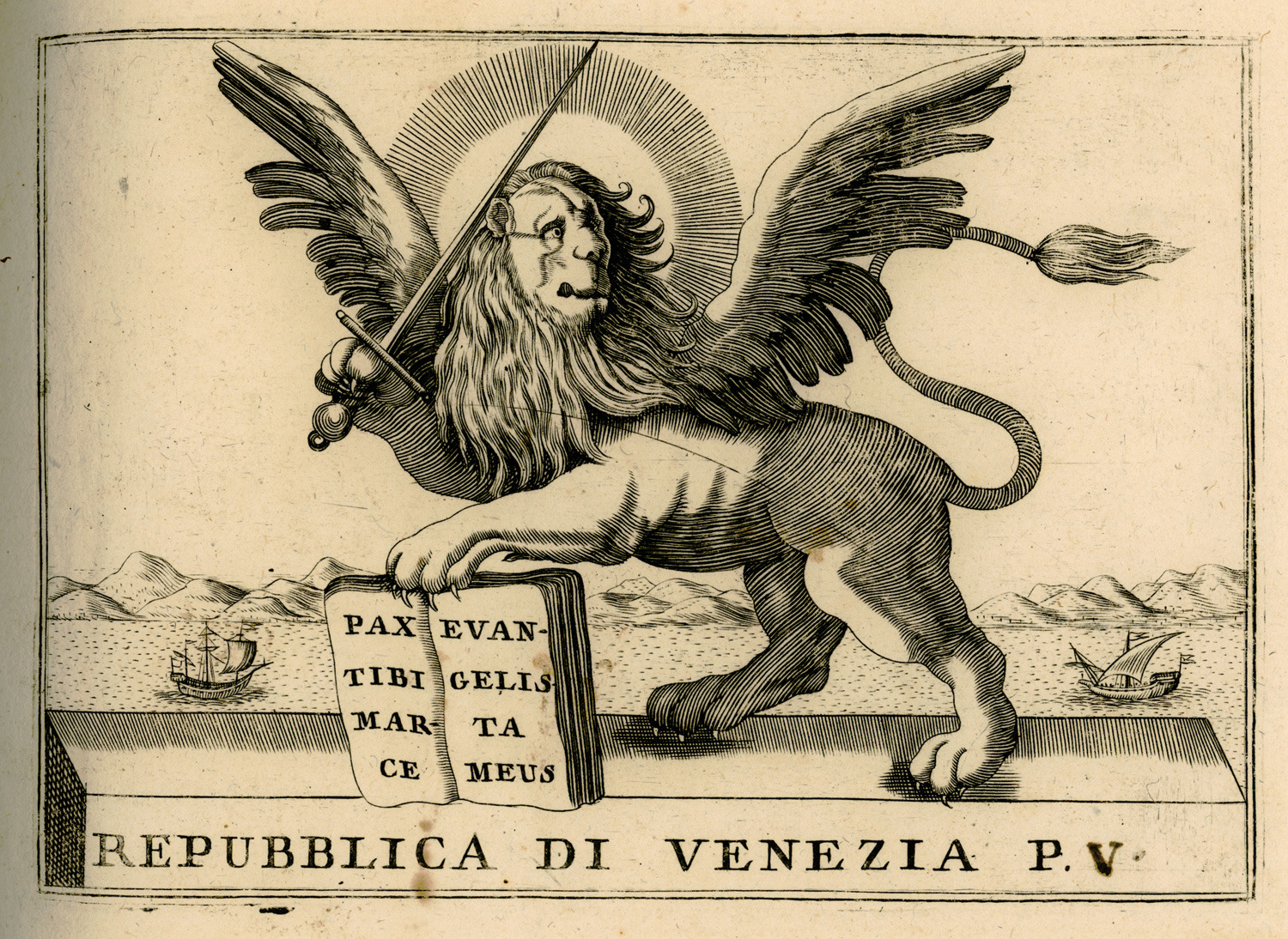

Durante la sua carriera politica Nicolò ricoprì diversi ruoli, quali savio agli Ordini (1696-1697), provveditore alle pompe (1698), capitano a Vicenza (1699). Grazie ai numerosi dispacci da lui spediti al Consiglio dei dieci, possiamo risalire al suo operato e ricostruire una situazione gravemente minata dall’insufficiente esercizio della giustizia. I documenti testimoniano omicidi e violenze causati dal profondo disagio che stava colpendo il Veneto sia per tutto ciò che ha portato la guerra di Candia che per la presenza della Sacra Lega. 
Nel 1711 fece ritorno in patria, assumendo diverse cariche tra cui quella di savio agli Ordini (1711-16), deputato del commercio (1711), savio alla Mercanzia, provveditore sopra la Sanità del Friuli (1713). Durante l'esercizio di quest’ultima carica, dovette fronteggiare oltre la peste anche la minaccia degli austriaci modificando e creando una sua vera e propria “linea Foscarini” che prevedeva di porre il cordone sanitario nel mezzo della campagna e del fondovalle.
Nel 1715, tornato nuovamente a Venezia, assunse la carica di Savio del Consiglio e successivamente venne eletto ambasciatore in Francia allo scopo di riallacciare i rapporti diplomatici con il nuovo re Luigi XV. Questi infatti, vennero ad indebolirsi per una serie di vicende, come quella degli Ottoboni e le difficoltà legate alle iniziative di G. Alberoni.
Dal 1722 al 1723 assunse la carica di ambasciatore a Parigi, città dove portò con sé il figlio Marco. Durante questo soggiorno, in cui fu accompagnato dal Tiepolo, Foscarini riuscì a contribuire allo smascheramento dell’inganno escogitato dall’economista e finanziere scozzese John Law.

## Cariche politiche
Si riassume con una breve lista gli incarichi più importanti ricoperti da Nicolò Foscarini:
- Savio agli Ordini
- Provveditore alle pompe
- Capitano a Vicenza (1699)
- Deputato del commercio (1711)
- Provveditore sopra la Sanità del Friuli (1713)
- Savio del Consiglio (1715)
- Ambasciatore della Serenissima a Parigi (1722)